# Barnard 59
Barnard 59 är en mörk nebulosa mellan 600 och 700 ljusår från jorden i ormbäraren. Den är en del av pipnebulosan.